# Festungshübel
Festungshübel ist die deutsche Bezeichnung für eine Felsformation aus Granit, fast auf der Mitte zwischen westlicher und östlicher Hälfte des Schlesischen Kamms des Riesengebirges in Tschechien.

## Namen
Festung ist ein weiterer deutscher Namen und findet seine Entsprechung im tschechischen Pevnost. Tatsächlich kann man sich an eine Felsenburg erinnert fühlen, die hoch über der Einmündung des Weißwassers in die junge Elbe den Elbdurchbruch bewacht.

## Lage
Die bis zu 7 Meter hohen Granitfelsen liegen am Südhang des Grenzkamms (Hraniční hřeben) auf einer Höhe von 1012 Metern über dem Meeresspiegel oberhalb des Bärengrunds (Medvědí důl).
Das Gebiet gehört zum Nationalpark Krkonošský národní park (KRNAP), doch die Schutzbestimmungen der Zone III erlauben es, die Felsen zu besteigen. Obwohl sie die umliegenden Baumwipfel kaum überragen, ist es die Mühe wert, denn als Belohnung winkt eine 360 Grad-Rundumsicht …
- … im Westen auf den Medvědín (Schüsselberg), die Goldhöhe und den Labský důl (Elbgrund)
- … im Osten auf die Kleine Sturmhaube, das Gebiet der Siebengründe und den Kozí hřbety (Ziegenrücken), dahinter die Schneekoppe
- … im Süden auf die knapp 5 km nördlich liegende Berggemeinde Špindlerův Mlýn (Spindlermühle) und den Elbdurchbruch.
- … im Norden auf den Schlesischen Kamm mit Hohem Rad, Mannsteinen, Mädelsteinen und Spindlerpass

## Entstehung
Wie alle anderen Felsgruppen, die sich entlang des Hauptkamms befinden, verdankt sich die heutige Form jahrtausendelangen Erosionsprozessen. Nachdem während des Tertiärs kilometerstarke Deckgesteinsschichten aus Schiefer und Sandstein abgetragen wurden, gelangte der Granitpluton des Riesengebirges an die Oberfläche. Während der letzten Eiszeit sorgte Frostverwitterung für immer tiefer werdende Klüfte entlang natürlicher Bruchkanten. Diese treten im so genannten orthogonalen Kluftsystem rechtwinklig auf und führten zu der für die Gegend typischen Wollsackverwitterung. Zusammen mit dem „Bodenfließen“ genannten Phänomen, das den Abtransport von kleineren Gesteinsbrocken, Kies und Sand talwärts bewerkstelligte, blieben schließlich die Felsen als Granit Aufschlüsse, laienhaft ausgedrückt isoliert, stehen. Geomorphologisch kann die Felsformation dem Typ Tor zugeordnet werden (namensgebend sind die Tors genannten Felstürme in Dartmoor/England).

## Tourismus
Nur etwa 500 m Luftlinie entfernt (ca. 1,2 km zu Fuß) gibt es bei den Davidsbauden (Davidovy boudy) eine Haltestelle der Buslinie, die Spindlermühle mit dem Spindlerpass verbindet. Ganz in der Nähe führt ein breiter Forstweg in den Fichtenwald leicht bergauf direkt zur Festung.
Wer nicht den Bus nehmen will, folgt ab Ortsmitte Spindlermühle dem gelb markierten Wanderweg über die Kreuzung Mädelsteg in Richtung Davidsbauden und biegt ebenfalls oberhalb der Bushaltestelle links ab.
In unmittelbarer Nachbarschaft liegen weitere Felsgruppen derselben Herkunft, die sich über eine ausgedehntere Wanderung miteinander verbinden lassen. 300 Höhenmeter oberhalb kann der Vogelstein (Ptačí kámen) gefunden werden. Noch einmal 100 Meter höher, am Grat des Grenzkamms bilden die Mädelsteine und Mannsteine dessen Doppelgipfel.